# Гав-де-По
Гав-де-По (фр. Gave de Pau) — река на юго-западе Франции, принадлежащая бассейну реки Адур. Длина — 193,1 км.

## Этимология

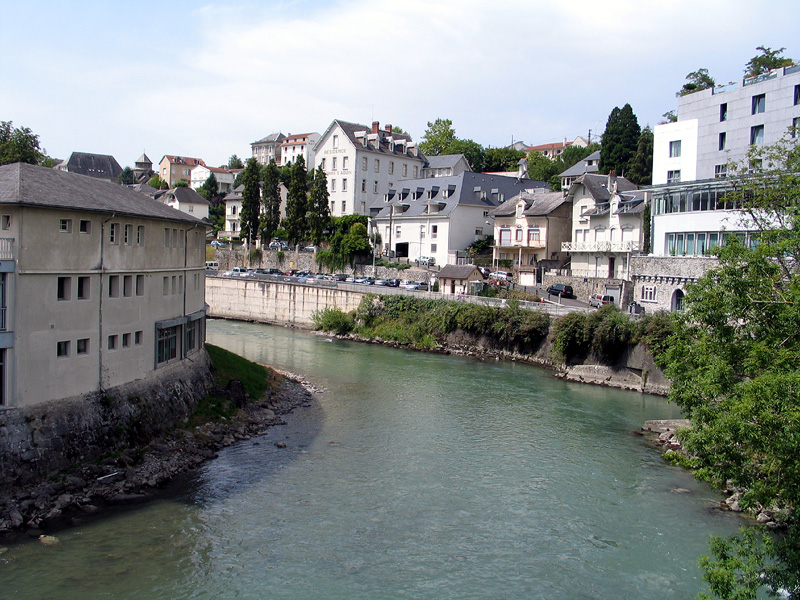
Гав-де-По в Лурде

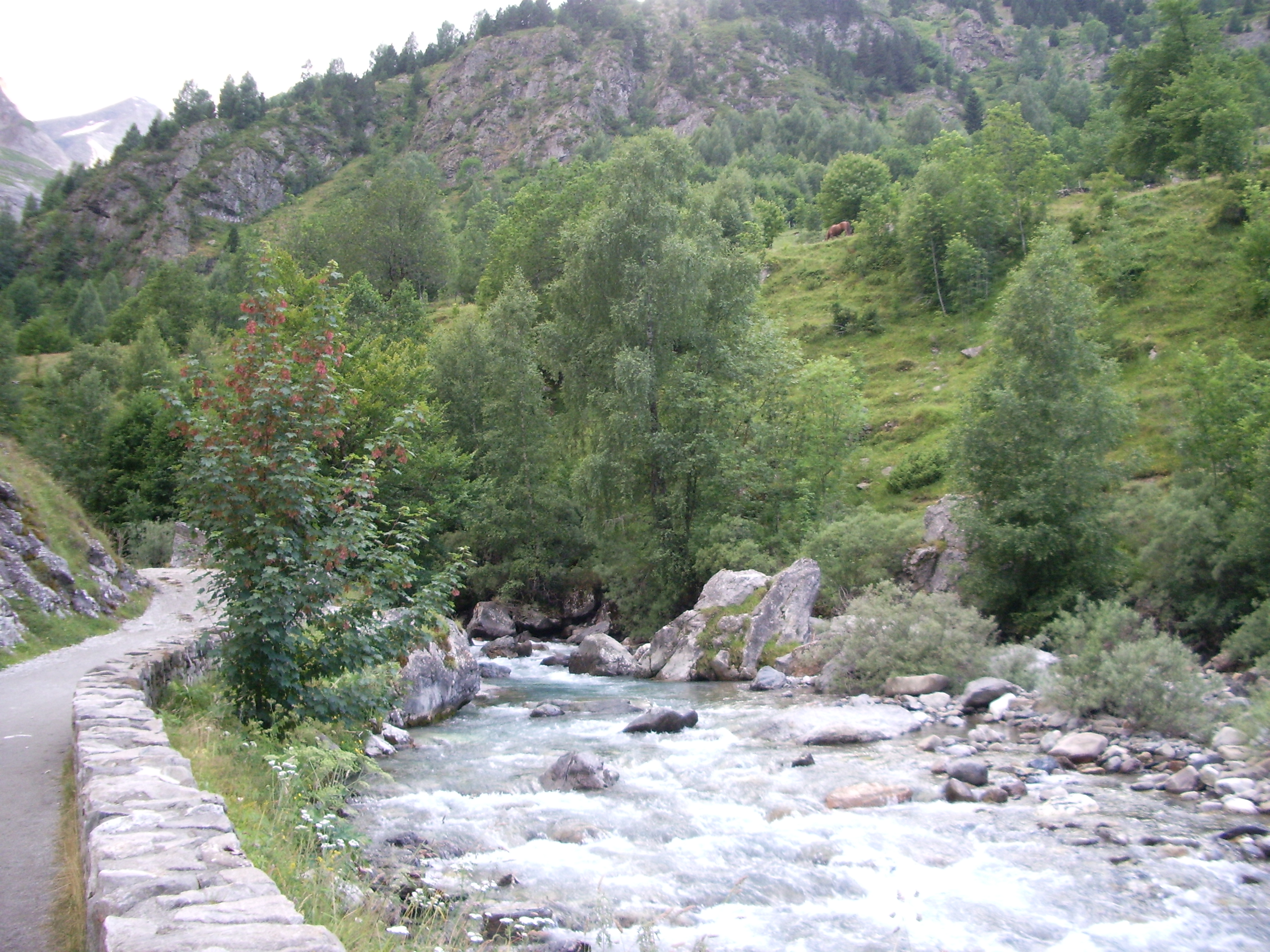
Река при выходе из кара Гаварни

Термин «gave» относится к докельтскому периоду и является собирательным для названия водных потоков в западных Пиренеях. Вторая часть названия происходит от города По.

## География
Источник находится в Пиренейских горах, в каре Гаварни (фр. Le cirque de Gavarnie). Гав-де-По сливается с Гав-д’Олорон и впадает в Адур. Десятикилометровый участок от слияния двух рек до впадения в Адур называется «Потоки объединенные» (фр. Gaves Réunis).

## Департаменты и города
Река протекает в следующих населённых пунктах:
- Лурд (департамент Верхние Пиренеи)
- По, Ортез (департамент Пиренеи Атлантические)